# Адалберт фон Хоенлое
Адалберт фон Хоенлое (на немски: Adalbert (Albert) von Hohenlohe; † сл. 11 декември 1213) от фамилията Хоенлое, е господар на Вайкерсхайм.

## Произход
Той е син на Адалберт фон Вайкерсхайм († сл. 1182), господар на Вайкерсхайм и Хоенлое. Внук е на Конрад фон Вайкерсхайм († сл. 1170), господар на Пфицинген, и правнук на Конрад II фон Пфицинген († сл. 1141) и София фон Хоенщауфен († сл. 1140), незаконна дъщеря на крал Конрад III и Герберга. Брат е на Хайнрих фон Вайкерсхайм-Хоенлое († сл. 1212), господар на Хоенлое, след когото фамилията се разделя на Хоенлое и Хоенлое-Браунек.

## Фамилия
Адалберт фон Хоенлое се жени за Хедвиг († сл. 1216). Бракът е бездетен.